# Nate Seids
Renate Franziska Seids, genannt Nate Seids, (* 6. Mai 1942 in Steyr; † 2008 in München) war eine österreichische Schauspielerin.

## Leben und Werk
Nate Seids wuchs in Münichholz und Linz auf und machte am Linzer Gymnasium 1960 ihr Abitur. Sie studierte daraufhin zunächst Malerei in Wien, anschließend vier Semester Theaterwissenschaft. Ihr Bühnendebüt gab sie 1963 am Theater Experiment am Liechtenwerd in Wien. Ihre Ausbildung zur Schauspielerin absolvierte sie von 1965 bis 1969 am renommierten Max Reinhardt Seminar.
Weitere Stationen ihrer umfangreichen Theaterlaufbahn waren u. a. die Städtischen Bühnen Augsburg, die Staatstheater Braunschweig und Kassel, das Schauspielhaus Bochum, das Nationaltheater Mannheim sowie verschiedene Bühnen in München, wie die Kammerspiele und das Volkstheater.
Im Fernsehen war Nate Seids ab 1967 sporadisch zu sehen, überwiegend in Serien wie Das Haus mit der Nr. 30, Der Androjäger oder Forsthaus Falkenau. Außerdem wirkte sie in drei Derrick-Episoden mit und hatte Gastrollen in sieben Tatort-Folgen, darunter in Schimanskis erstem Fall Duisburg-Ruhrort.

## Privates
Zu ihrem Vater, dem Sport- und Werbefotografen Friedrich Seids, bestand ein schwieriges Verhältnis. So verbrannte sie nach seinem Tod 1989 seinen gesamten fotografischen Nachlass, obwohl er geschichtlich für ihre Geburtsstadt von Bedeutung gewesen wäre.
Der Tod Nate Seids' im Spätsommer 2008 blieb von der Öffentlichkeit offensichtlich weitgehend unbemerkt. So berichteten die Oberösterreichischen Nachrichten erst im April 2009 von ihrem Ableben.

## Filmografie (Auswahl)
- 1967: Ostwind
- 1969: Die Enthüllung
- 1969: Die Geschichte der 1002. Nacht
- 1977: Das Haus mit der Nr. 30
- 1980: Familienfest
- 1981: Frau über vierzig – Tochter einer Mutter
- 1981: Anderland – Manuel und die verheimlichte Freundschaft
- 1982: Der Androjäger – Baue nie ein Tier zum Scherz!
- 1981: Tatort – Duisburg-Ruhrort
- 1981: Derrick – Tod eines Italieners
- 1982: Tatort – Kuscheltiere
- 1982: Tatort – Der unsichtbare Gegner
- 1983: Derrick – Der Täter schickte Blumen
- 1983: Die Krimistunde (Fernsehserie, Folge 8, Episode: „Willkommen in unserer Bank“)
- 1984: Landluft
- 1984: Tatort – Verdeckte Ermittlung
- 1984: Tatort – Geburtstagsgrüße
- 1985: Anderland – Anna und ihr Hund
- 1985: Die Krimistunde (Fernsehserie, Folge 18, Episode: „Ein Verbrechen für Mütter“)
- 1985: Der eiserne Weg
- 1985: Brigade verte
- 1987: Tatort – Die Macht des Schicksals
- 1988: Derrick – Eine Art Mord
- 1989: Ein Heim für Tiere – Samson und Susi
- 1991: Forsthaus Falkenau – Sorgen
- 1995: Verkehrsgericht - Gefährliche Transporte
- 1996: Der König – Frank Steins Braut
- 2000: Tatort – Viktualienmarkt

## Theaterrollen (Auswahl)
| - Städtische Bühnen Augsburg - Die heilige Johanna von George Bernard Shaw (Titelrolle) - Der Bettelstudent von Carl Millöcker - Theater Oberhausen - Lulu von Frank Wedekind (Titelrolle) - Kabale und Liebe von Friedrich von Schiller - Floh im Ohr von Georges Feydeau - Staatstheater Braunschweig - Der Widerspenstigen Zähmung von William Shakespeare - Die Frau vom Meer von Henrik Ibsen (Titelrolle) - Die Dreigroschenoper von Bertolt Brecht und Kurt Weill | - Staatstheater Kassel - Der Talisman und Der Zerrissene von Johann Nestroy - Münchner Kammerspiele - Kein Platz für Idioten von Felix Mitterer - Cyankali von Friedrich Wolf - Modernes Theater München - Die Pfarrhauskomödie von Heinrich Lautensack - Schauspielhaus Bochum - Karneval in Venedig von Carlo Goldoni - Münchner Volkstheater - Koralle Meier von Martin Sperr |

## Auszeichnungen
- 1966: Preis der Stadt Wien[1]
- 1978: AZ-Stern der Münchner Abendzeitung[1]